# Sabus
Sabus, a la mitologia romana, és, segons una tradició, l'heroi fill del déu sabí Sancus, i l'epònim dels sabins.
Alguns autors, que feien descendir els sabins dels lacedemonis, deien que Sabus era un lacedemoni (de vegades d'origen persa) que es va establir a la regió de Reate (avui Rieti).